# Julie Leprohon
Julie Leprohon (3 novembre 1980) è una schermitrice canadese.

## Palmarès
In carriera ha conseguito i seguenti risultati:
- Giochi Panamericani:

Rio de Janeiro 2007: argento nella spada individuale.